# Disciples III: Renaissance
Disciples III: Renaissance (Disciples III: Ренессанс) — компьютерная игра в жанре пошаговой стратегии/RPG, с элементами тёмного фэнтези, созданная студией .dat, являющейся подразделением компании Akella (в прошлом издателем была Strategy First). Третья игра серии Disciples.

## Игровой процесс
Действие игры происходит в фэнтезийном мире, Невендааре. В игре присутствует три игровых фракции: Империя, Эльфийский Альянс и Легионы Проклятых. Фракция Орд нежити появилась позже  в дополнении "Воскрешение", а Горные кланы планировали добавить в следующем дополнении.
Как и в предыдущих играх серии, игрок руководит действиями героев, стоящих во главе небольших отрядов, занимающихся разведкой и захватом территорий, выполнением заданий и борьбой с враждебными отрядами. Однако игровой процесс отличается от предыдущих частей, особенно в фазе боя.

## Герои
У всех героев есть характеристики и навыки, которые изучаются с новыми уровнями опыта героя. С каждым уровнем даётся три очка характеристик, и два очка навыков.
Вор, который во второй части использовался только для шпионажа и диверсий, стал полноценным персонажем. Он, как и другие герои, может собирать отряд юнитов, а при повышении уровня развивать свои способности. Способность воровать в магазинах была убрана по требованию Strategy First (посчитавшей, что персонаж-вор прививает нехорошие мысли игрокам; он был также переименован).
Убрали носителей жезлов (отвечающих за терраформинг). Вместо них появились специальные существа-стражи. Они бесплатно ставятся на месте специальных «колодцев», которые находятся в ключевых местах глобальной карты. Поставить стража на пустой точке может любой герой. С течением времени сила этих существ растёт.
Как и во второй части игры, в Disciples III есть предметы, которые герои могут надевать для получения специфических бонусов, но теперь они будут отображаться на герое, кроме того количество слотов под артефакты увеличится с двух до семи.

## Сюжет
Всевышний отвернулся от своего творения — Невендаара и его обитателей. Он занят думами о судьбе мира. В это время на границе Империи падает звезда, ставшая знамением для всех жителей Невендаара. Мудрецы и пророки пытались разгадать новую загадку, а люди, эльфы и демоны отправляли героев на её поиски. Бетрезен более остальных желал получить посланницу небес. Он возжелал захватить её и использовать её силу для того, чтобы вырваться из Ада.
Так начался путь таинственной пришелицы с небес по имени Иноэль. Она стала символом надежд для многих жителей Невендаара.
Путешествуя по миру с представителями трёх древних рас, Иноэль обретает невиданные ранее чувства и переживания. Её душа оттаивает, а в сердце поселяется любовь к этому странному, неспокойному, но всё же прекрасному миру.
В итоге, так и не достигнув своей цели, Иноэль погибает, помогая героям людей, израсходовав последние силы, чтобы открыть им путь к Изерилю, который послал Иноэль для уничтожения всего сущего, которого они вскоре побеждают. Умерший Изериль воскрешает свой дух в теле оказавшегося неподалёку инквизитора Ферре.

## Разработка игры
Работа над игрой велась с лета 2005 года. Дату выхода игры переносили несколько раз: объявлялось, что игра выйдет в 2006 году; 2007; в сентябре 2008; весной 2009; в июне 2009 года. 24 августа 2009 года началось закрытое бета-тестирование игры.
В итоге, Disciples 3 появилась в продаже 11 декабря 2009 года.
3 декабря 2010 года выпущено первое дополнение «Disciples III: Орды Нежити», в котором появляется четвёртая раса Нежить, и кампания за эту расу.
Планируется выход еще двух дополнений: первое из них, золотое издание «Disciples III: Перерождение», по уверениям разработчиков, должно представлять собой исправление багов игры, улучшение графики, а также анонсировано появление многопользовательской игры, отсутствие которой было обусловлено требованием издателя. Мультиплеер должен осуществляться через сервис Steam. На сайте «Акеллы» появилась информация о выходе «Disciples III: Перерождение» на 18 апреля 2012 года. Выход этого Издания был запланирован на осень 2011 года, но был перенесен на первый квартал 2012 года. Разработку дополнения «Disciples III: Перерождение» осуществляла студия «hex studio», в которую вошла часть разработчиков студии «.dat»
Третье дополнение планировалось с Горными Кланами. 23 мая 2012 «Акелла» официально объявила о закрытии проекта и роспуске студии «hex studio», которая занималась его разработкой.
Сетевые и одиночные карты и редактор были выпущены вместе с патчем версии 1.05.11.

## Дополнения

### Disciples III: Орды нежити
В дополнении «Disciples III: Resurrection» (название на русском языке — «Disciples III: Орды нежити») игроку предстоит погрузиться в междоусобицы готического мира Невендаара, играя за двух новых героев и четырёх лидеров Орд Нежити в 8 миссиях. Дата выхода дополнения в России — 3 декабря 2010 года. Мировой релиз состоялся 7 октября 2011 года.
Особенности и нововведения в дополнении:
- Самостоятельное дополнение, не требующее наличия оригинальной игры;
- Более 70 часов игрового процесса;
- 2 сюжетных персонажа, 4 лидера Орд Нежити, 2 босса и более 50 новых юнитов;
- Сценарист — Екатерина Стадникова, автор романа «Драгоценная кровь», изданного в книжной серии «Disciples» в 2010 году;

### Disciples III: Перерождение
Переиздание игры в связи со значительным количеством негативных отзывов об игре. Были переработаны графика и дизайн, а также решено множество ошибок игры.
Особенности и нововведения в дополнении:
- Самостоятельное дополнение, не требующее наличия оригинальной игры;
- «Золотое издание» — в состав игры включены кампании оригинальной игры и её первого дополнения;
- Новая система боя и магии. Десятки новых глобальных заклинаний;
- Тотемы и флаги в инвентаре и на полях сражения; Перемещения по воде на кораблях;
- Более 180 часов игрового процесса. 4 кампании из 27 огромных, детально проработанных миссий, более 70 новых побочных квестов, значительно расширяющих историю, полностью переработаны тексты и диалоги основной игры (автор сценария — Екатерина Стадникова);
- Более 200 новых объектов на суше и на море, 13 новых нейтральных юнитов;
- Мультиплеер в режиме hotseat и по сети c возможностью игры за нейтральные юниты и поддержкой функций сервиса Steam;
- Игровой редактор, позволяющий создавать свои собственные кампании.

### Disciples III: Горные кланы
Продолжение заморожено в связи с закрытием разработчика hex studio.

## Особенности и нововведения
- Пошаговый стратегический режим в сочетании с ролевой моделью развития персонажа.
- Воины в игре не стоят на месте, как в прошлой серии, а могут передвигаться по карте, использовать магию, специальные бонусные места, однако теперь не используют режим «ожидания».
- Всю амуницию героя можно заменять и увидеть на самом персонаже.
- Многие персонажи анимированы при помощи технологии motion capture.
- Около 170 уникальных юнитов (вместо 220 в предыдущей части).
- Поле битвы генерируется случайным образом перед каждым сражением.
- Смена времени суток и погодных условий.
- Водные пространства и леса стали непроходимы (впоследствии, с выпуском самостоятельного дополнения «Disciples III: Перерождение», появилась возможность перемещаться по воде на кораблях).

### Изменения юнитов
Ветки развития юнитов, которые может использовать игрок, целиком взяты из второй части серии, ни одно строение не было заменено. Вместе с тем в дизайне и названиях юнитов произошли некоторые изменения (большая часть эльфов заменена на благородных, кентавры — на эльфов-всадников, маги Проклятых и Империи (инкуб, элементалист), ранее способные только призывать/парализовывать, приобрели собственную атаку.
Очки здоровья юнитов, а также очки полученного в ходе боя опыта увеличены в среднем в 3 раза, атака увеличена в среднем в 1,5-2 раза, что сказалось на продолжительности боев, которая возросла в среднем в 5-10 раз (учитывая возросшее число юнитов в отряде и возможность перемещения в бою).
Очки опыта для перехода на новый уровень увеличились в меньшей мере, что существенно облегчило прокачку юнитов.
Стражи столиц существенно ослабли, ввиду переработки механики брони и сильного ослабления атаки, но получили больше здоровья.

## Отзывы прессы
| Сводный рейтинг | Сводный рейтинг |
| Агрегатор       | Оценка          |
| --------------- | --------------- |
| GameRankings    | 59,20 %         |

Сразу после выхода игра подверглась жесткой критике со стороны фанатов и игровой прессы: главными проблемами называлась неотлаженность игры, отсутствие баланса, однообразный игровой процесс, неработоспособность многих игровых нововведений, изменение дизайна, неудобный интерфейс и редуцирование стратегического элемента. Отмечалась и нехватка игровых режимов (отсутствие сетевой игры и одиночных заданий), наличие всего трех сторон конфликта на выбор игрока вместо пяти.
- Журнал «Навигатор Игрового Мира» оценил игру в 6,5 баллов из 10, снабдив свой рейтинг комментарием «По крайней мере есть куда расти»[10].
- Журнал «Лучшие Компьютерные Игры» в своем вердикте указал: «Не верится… что .dat успеют доделать в Disciples 3 все, что нужно было предоставить в коробочной версии, прежде чем игроки окончательно потеряют к ней интерес»[11]. Оценка — 64 %. Дополнение «Орды нежити» было оценено журналом еще ниже — 50 %, отметив в резюме: «Несмотря на некоторые исправления и доработки, в „Disciples 3: Орды нежити“ нимало не улучшили механику, доставшуюся от оригинала»[12].
- В рецензии журнала «Страна Игр» балл в 5,5 из 10 сопровождался комментарием: «За что ни возьмись, всюду проблемы»[13].
- Журнал «PC Игры» оценил Disciples III на 5 баллов из 10[14].
- Портал AG.ru подверг игру наиболее резкой критике, определив её рейтинг в 40 %. «К сожалению, назвать Disciples 3 интересной или хотя бы приличной стратегией нельзя… Мечтать, что разработчики все исправят в дополнениях и оперативно выпустят редактор, дав зелёный свет любительскому творчеству, — значит верить в сказки», констатировал рецензент[15]. Однако дополнение «Орды нежити» ag.ru оценили куда выше, поставив игре 60 %[16].
- Единственным крупным игровым СМИ, оценившим (первоначально) игру положительно, стал журнал «Игромания»: в нём игра удостоилась 8,5 баллов из 10[17]. Однако вскоре редакция радикально пересмотрела свою оценку и, подводя в своем видео приложении итоги 2009 года, признала, что «игра оказалась классической жертвой русского геймдева», отметив Disciples III как худшую из российских стратегических игр 2009 года[18].

Ввиду того, что в дополнении «Disciples: Перерождение» переработано, исправлено и дополнено оказалось очень многое, оценки и фанатов, и игровой прессы оказались существенно выше. Так, например:
- Журнал «Игромания» оценил дополнение в 7,5 баллов из 10, отметив, в частности, что «объем проделанной работы действительно внушает уважение», «тотальная правка баланса и механики Disciples 3 принесла определенные результаты»[19].
- Портал AG.ru определил рейтинг дополнения в 73 %, отдельно обратив внимание на многопользовательский режим и возросшую динамику сражений на тактической арене, рекомендовав, в итоге, игру всем любителям пошаговых стратегий: «За „Перерождение“ могут без опаски браться и те, кто незнаком с третьей частью, и те, кто до сих пор льет бальзам на ожоги»[20].

## Продажи
Летом 2018 года, благодаря уязвимости в защите Steam Web API, стало известно, что точное количество пользователей сервиса Steam, которые играли в Disciples III - Renaissance Steam Special Edition хотя бы один раз, составляет 86 037 человек.